# 姜勲
姜 勲（カン・フン、강훈、1957年12月9日 - ）は、韓国の囲碁棋士。全羅北道裡里市出身、韓国棋院所属、九段。バッカス杯戦優勝他、準優勝7回で、1980年代に挑戦五強の一人と言われた。

## 経歴
1974年初段。1978年から84年まで7期連続で名人戦リーグ入り。1979年、囲碁文化賞新鋭棋士賞受賞。1980、81年に覇王戦で曺薫鉉に連続挑戦し、それぞれ3-0、3-1で敗れる。1986年バッカス杯戦決勝で金寅に3-1で勝って、初タイトル。その後も国棋戦などで挑戦者となるがいずれも曺薫鉉に敗退。1989、90、96年東洋証券杯世界選手権戦出場。1996年九段昇段。
2009年、韓国囲碁リーグ首爾真露チーム監督。

### タイトル歴
- バッカス杯戦 1986年

### その他の棋歴
- 覇王戦 挑戦者 1980、81、84年
- 新王戦 準優勝 1985年
- 国棋戦 挑戦者 1987年
- 石種杯プロシニア棋戦 準優勝 2003年
- ロッテ杯中韓囲碁対抗戦
  - 1995年 0-2（×兪斌、×曹大元）
  - 1996年 1-1（×馬暁春、○張文東）